# Circonscription d'Al Haouz
La circonscription d'Al Haouz est la circonscription législative marocaine de la province d'Al Haouz située en région Marrakech-Safi. Elle est représentée dans la Xe législature par Ider Anejjar, Mohamed Idmoussa, Mourad Lagourch et Mohammed Kamal Laraki.

## Historique des députations
| Législature | Début de mandat  | Fin de mandat    | Députés élus | Députés élus          | Députés élus | Députés élus           | Députés élus | Députés élus                | Députés élus | Députés élus          |
| ----------- | ---------------- | ---------------- | ------------ | --------------------- | ------------ | ---------------------- | ------------ | --------------------------- | ------------ | --------------------- |
| IXe         | 26 novembre 2011 | 7 octobre 2016   |              | Mohamed Idmoussa (PI) |              | Mourad Lagourch (PJD)  |              | Mohammed Kamal Laraki (PAM) |              | Brahim Outoukart (UC) |
| Xe          | 8 octobre 2016   | 8 septembre 2021 |              | Mohamed Idmoussa (PI) |              | Mourad Lagourch (PJD)  |              | Mohammed Kamal Laraki (PAM) |              | Ider Anejjar (RNI)    |
| XIe         | 9 septembre 2021 | ?                |              | Mohamed Idmoussa (PI) |              | Mohamed Outoukart (UC) |              | Ahmed Touizi (PAM)          |              | Said El Gourch (RNI)  |

## Historique des élections

### Découpage électoral d'octobre 2011

#### Élections de 2016
| Parti       | Parti                                               | Voix    | %      | Député(s) élus        |  |
| ----------- | --------------------------------------------------- | ------- | ------ | --------------------- |  |
|             | Parti authenticité et modernité (PAM)               | 31 729  | 29,88  | Mohammed Kamal Laraki |  |
|             | Parti de la justice et du développement (PJD)       | 26 305  | 24,77  | Mourad Lagourch       |  |
|             | Parti de l'Istiqlal (PI)                            | 13 084  | 12,32  | Mohamed Idmoussa      |  |
|             | Rassemblement national des indépendants (RNI)       | 10 555  | 9,94   | Ider Anejjar          |  |
|             | Union constitutionnelle (UC)                        | 9 420   | 8,87   |                       |  |
|             | Mouvement populaire (MP)                            | 7 574   | 7,13   |                       |  |
|             | Parti du progrès et du socialisme (PPS)             | 1 452   | 1,37   |                       |  |
|             | Parti de l'unité et de la démocratie (PUD)          | 1 401   | 1,32   |                       |  |
|             | Parti des Néo-Démocrates (PND)                      | 1 347   | 1,27   |                       |  |
|             | Mouvement démocratique et social (MDS)              | 1 113   | 1,05   |                       |  |
|             | Union socialiste des forces populaires (USFP)       | 755     | 0,71   |                       |  |
|             | Front des forces démocratiques (FFD)                | 572     | 0,54   |                       |  |
|             | Parti de la réforme et du développement (PRD)       | 365     | 0,34   |                       |  |
|             | Alliance de la fédération de gauche (AGD)           | 286     | 0,27   |                       |  |
|             | Parti de la liberté et de la justice sociale (PLJS) | 234     | 0,22   |                       |  |
|             |                                                     |         |        |                       |  |
| Inscrits    | Inscrits                                            | 224 034 | 100,00 |                       |  |
| Abstentions | Abstentions                                         | 117 842 | 52,60  |                       |  |
| Exprimés    | Exprimés                                            | 106 192 | 47,40  |                       |  |

#### Élections de 2021
| Parti       | Parti                                         | Voix    | %      | Députés élus      |  |
| ----------- | --------------------------------------------- | ------- | ------ | ----------------- |  |
|             | Rassemblement national des indépendants (RNI) | 64 255  | 34,05  | Said El Gourch    |  |
|             | Parti de l'Istiqlal (PI)                      | 32 192  | 17,06  | Mohamed Idmoussa  |  |
|             | Parti authenticité et modernité (PAM)         | 30 407  | 16,11  | Ahmed Touizi      |  |
|             | Union constitutionnelle (UC)                  | 26 724  | 14,16  | Mohamed Outoukart |  |
|             | Parti du progrès et du socialisme (PPS)       | 19 850  | 10,52  |                   |  |
|             | Mouvement populaire (MP)                      | 8 024   | 4,25   |                   |  |
|             | Parti de la justice et du développement (PJD) | 4 528   | 2,40   |                   |  |
|             | Union socialiste des forces populaires (USFP) | 2 139   | 1,13   |                   |  |
|             | Parti de l'Espoir (PE)                        | 304     | 0,16   |                   |  |
|             | Parti de la renaissance (PAN)                 | 284     | 0,15   |                   |  |
|             |                                               |         |        |                   |  |
| Inscrits    | Inscrits                                      | 274 433 | 100,00 |                   |  |
| Abstentions | Abstentions                                   | 85 726  | 31,30  |                   |  |
| Exprimés    | Exprimés                                      | 188 707 | 68,90  |                   |  |